# Zaklin Nastic
Zaklin J. S. Nastic (Gdynia, Polonia, 29 de enero de 1980) es una política germano-polaca del partido BSW - Por la Razón y la Justicia y diputada en Bundestag. Zaklin Nastic llegó en 1990 de Polonia a Hamburgo y estudió Filología eslava. Fue miembro del partido Die Linke desde el año 2008, y desde el año 2016 fue la portavoz de este partido en Hamburgo. Desde 2011 es representante a la Asamblea del distrito de Eimsbüttel. Desde 2017 es también diputada al Bundestag.